# المعهد العالي للقضاء (المغرب)
المعهد العالي للقضاء هو معهد مغربي عام يتبع حاليا لوزارة العدل، تم إحداثه سنة 1962 وتتمثل مهمته الرئيسية في التدريب الأولي للملحقين القضائيين، وكذلك التدريب المستمر والمتخصص لقضاة الأحكام والنيابة العامة، ونشر وإجراء البحوث والدراسات العلمية في المجالات القانونية والفقهية، وتنظيم دورات تدريبية أولية ومستمرة ومتخصصة لفائدة مساعدي القضاء والمهن القانونية
يعمل المعهد على تكوين الملحقين القضائيين عبر أسلاك دراسية وندوات وتداريب تطبيقية، بغاية اكتساب المعارف والمهارات والسلوكات اللازمة لممارسة القضاء. بالإضافة إلى التكوين المستمر والتخصصي للقضاة انظلاقا من دورات دراسية وندوات وتداريب داخل المغرب وخارجه، التكوين الأساسي والمستمر في ميدان كتابة الضبط انطلاقاً من تلقين علوم وتقنيات ومناهج التسيير والتدريب وخدمة الوافدين وقواعد وأسس الإجراءات المسطرية المتبعة أمام مختلف درجات المحاكم ودراسة قواعد وإجراءات تنفيذ الأحكام والقرارات والأوامر القضائية.تنظيم دورات التكوين الأساسي والمستمر والتخصصي لفائدة مساعدي القضاء وممارسي المهن القانونية القيام بالنشر والأبحات و الدراسات العلمية في مختلف الميادين القانونية والقضائية و الفقهية. القيام بتنظيم دورات أو ندوات تكوينية في المجال القانوني والقضائي لفائدة أطر وأعوان الدولة والجماعات المحلية والمؤسسات العامة والخاصة. القيام في نطاق اتفاقيات التعاون الثقافي والتقني و القضائي المبرمة بين المملكة المغربية والدول الأجنبية بقبول طلبة أجانب للمشاركة في دورات تكوين الملحقين القضائيين وموظفي كتابة الضبط، وتنظيم ندوات تكوينية متخصصة لفائدة القضاة أو الأطر القضائية أو أطر كتابة الضبط الأجنبية، والقيام بمهام الخبرة والإستشارة و التدريس لدى الدول المذكورة.
| موضوع الإتفاقية | تاريخ الإتفاقية                             |
| --- | ------------------------------------------- |
| اتفاق عام للتعاون مع جامعة أوطاوابكندا : كلية الحقوق( شعبة القانون المدني وشعبة القانون العرفي)                        | 15 شوال 1416 - الموافق 5 مارس 1996          |
| اتفاق عمان للتعاون العلمي بين المعاهد القضائية العربية                                                                 | 2 ذو الحجة 1417 - الموافق 9 أبريل 1997      |
| إتفاقية تعاون مع المدرسة الوطنية للقضاء بفرنسا                                                                         | 16نونبر 1998                                |
| بروتوكول تعاون مع معهد الكويت للدراسات القضائية و القانونية                                                            | 29 محرم 1402 الموافق 24 أبريل 2001          |
| اتفاقية تعاون مع المركز الدولي للتكوين التابع لمنظمة العمل الدولية بتوران (إيطاليا                                     | 24ماي 2003                                  |
| اتفاق تعاون مع محكمة الكبيك بكندا                                                                                      | 7أبريل 2003 بمونتريال و 27 ماي 2003 بالرباط |
| اتفاق توأمة مع المعهد الأعلى للقضاء بتونس                                                                              | 23فبراير 2004                               |
| اتـفاق تعاون مع المعهد العالي للقضاء باليمن                                                                            | 23 صفر 1425 الموافق 14 أبريل 2004           |
| اتفاق تعاون مع معهد التكوين القضائي بالسنغال                                                                           | 17دجنبر 2004                                |
| بروتوكول تعاون مع معهد التدريب و الدراسات القضائية بدولة الإمارات العربية المتحدة                                      | 24ذي الحجة 1425 الموافق 4 فبراير 2005       |
| ملحق بروتوكول تعاون مع المركز القومي للدراسات القضائية بجمهورية مصر العربية                                            | 12ربيع الثاني 1427 الموافق 10 مايو 2006     |
| اتفاقية تعاون مع المدرسة الوطنية لكتابة الضبط بديجون                                                                   | 16ذو القعدة 1427 الموافق 7 دجنبر 2006       |
| اتفاقية إطار للتعاون مع مركز الدراسات القانونية بوزارة العدل بالمملكة الإسبانية                                        | 16صفر 1428 الموافق 6 مارس 2007              |
| اتفاقية إطار تعاون مع المجلس العام للسلطة القضائية بالمملكة الإسبانية                                                  | 6ربيع الأول 1430 الموافق 4 مارس 2009        |
| مذكرة تفاهم لتأسيس شبكة مراكز التكوين القانوني والقضائي في قطاع العدل في كل من إسبانيا والمغرب والجزائر وليبيا والكويت | 3نونبر 2009                                 |
| مذكرة تعاون المعهد العالي للقضاء بالجمهورية العربية الليبية الشعبية الاشتراكية العظمى                                  | 24ماي 2010                                  |
| مذكرة تعاون بين المعاهد القضائية لتكوين القضاة وأعوان القضاء ومساعديه بدول اتحاد المغرب العربي                         | 25ماي 2010                                  |
| النظام الأساسي للشبكة الأوروبية العربية للتدريب القضائي                                                                | 5 و6 أكتوبر 2011                            |

1. ↑  GRID Release 2017-05-22 (ط. 2017-05-22)، 22 مايو 2017، DOI:10.6084/M9.FIGSHARE.5032286، QID:Q30141628
2. ↑  تكليف الأستاذ عبد الحنين التوزاني بمهام مدير عام المعهد العالي للقضاء نسخة محفوظة 2023-04-26 على موقع واي باك مشين.
3. ↑  www.ism.ma https://web.archive.org/web/20191220165423/http://ism.ma:80/basic/web/index.php?r=about/speech. مؤرشف من الأصل في 2019-12-20. اطلع عليه بتاريخ 2020-06-26. {{استشهاد ويب}}: الوسيط |title= غير موجود أو فارغ (مساعدة)
4. ↑  www.ism.ma https://web.archive.org/web/20191220134239/http://ism.ma:80/basic/web/index.php?r=about/mission. مؤرشف من الأصل في 2019-12-20. اطلع عليه بتاريخ 2020-06-26. {{استشهاد ويب}}: الوسيط |title= غير موجود أو فارغ (مساعدة)